# Ivan Esih
Ivan Esih (Ljubuški, 7. kolovoza 1898. – Zagreb, 23. siječnja 1966.) hrvatski je publicist, prevoditelj, poliglot i leksikograf. Svoje tekstove potpisivao je i pseudonimom Ivan Martinov.

## Obrazovanje
Osnovnu školu završio je u Travniku, gdje je pohađao klasičnu gimnaziju od 1908. do 1916. godine. Nakon što je maturirao u Sarajevu 1916. godine, odlazi na studij u Prag i Zagreb gdje je polagao slavistiku, filozofiju i njemački jezik, te doktorirao 1923. radom iz psihologije (Problem sna u psihologiji). 

## Karijera
Nakon završetka školovanja radio je kao gimnazijski profesor, bibliotekar, arhivist, stručni i znanstveni suradnik u Institutu za književnost. Od 1921. objavljuje kraće prozne tekstove, književne, kazališne i likovne kritike, eseje i članke o književnosti, kulturi i povijesti u brojnim domaćim i inozemnim publikacijama. 
Pisao je o Gradišćanskim Hrvatima, T. Masaryku, Hasanaginici u češkoj književnosti, slovačko-hrvatskim kulturnim vezama, bugarskoj i norveškoj književnosti, Grcima i Južnim Slavenima, gotskom podrijetlu Hrvata, sociologiji i karakteru naroda, razvitku i suvremenom stanju sociologije u Hrvatskoj, doprinosu Hrvata stranim kulturama i čovječanstvu, hrvatskim duhovnim vrednotama, junačkim motivima u dramskom pjesništvu, kulturi književnog jezika (Deset jezičnih zapovjedi), Ivi Pilaru, fra Grgi Martiću, ulozi Čeha i Slovaka u izgradnji hrvatske kulture, značajnim Hrvatima, orijentalnoj zbirci Safvet-bega Bašagića u Bratislavi, razlikama između hrvatskog i srpskog književnog jezika, nauci o hrvatskom jeziku itd. 
Važno je istaknuti da je sastavio rječnike hrvatskog, njemačkog i talijanskog jezika, rječnik turcizama i početnicu njemačkog jezika.
Za vrijeme svoje bogate publicističke aktivnosti koja je trajala skoro 45 godina (od 1921. do 1965. godine) surađivao je u mnogim listovima i časopisima (Hrvatska sloga, Obzor, Hrvat, Vijenac, Hrvatski list, Večer, Jutarnji list, sarajevski Napredak, Nova Europa, Hrvatska revija, Književnik, Savremenik, Nova Hrvatska, Prosvjetni život, Republika (u Beogradu i Zagrebu), Kolo, Riječka revija, Život, Telegram i dnevnicima poslije rata. Uređivao je Omladinu, Službeni glasnik Odjela za prosvjetu Banovine Hrvatske i Prosvjetni život. 
Zapaženi su njegovi brojni prijevodi s bugarskog, češkog, danskog, engleskog, njemačkog, turskog, latinskog, rumunjskog i grčkog te prjevodi s hrvatskog na bugarski, češki i slovački. I danas je na cijeni njegov prijevod s danskog popularne knjige za djecu “Pale sam na svijetu” Jensa Sigsgaarda i prijevod romana “Zameo ih vjetar” Margaret Mitchell. Surađivao je u hrvatskoj, bugarskoj i ukrajinskoj enciklopediji, leksikonima i starijim izdanjima Leksikografskog Zavoda. Sastavio je rječnike hrvatskog, njemačkog i talijanskog jezika, rječnik turcizama i početnicu njemačkog jezika. Bio je član različitih društava, komisija i odbora te član Slavenskog društva u Pragu i Sofiji dopisni član Saveza bugarskih pisaca. 

## Djela
- Što su Hrvati dali stranim kulturama i čovječanstvu, 1938;
- Hrvatski pravopisni rječnik za pravilnost i čistoću hrvatskog jezika, Zagreb 1940.
- Abeceda u slikama za hrvatsku djecu,  Zagreb 1941.
- Njemačko – hrvatski rječnik (koautor V. Esih), Zagreb 1941.
- Hrvatsko – njemački rječnik, Zagreb 1941.
- Njemačka početnica za samouke i naprednije, Zagreb 1942.
- Hrvatsko-talijanski rječnik (suautor A. Velzek), Zagreb 1941.
- Talijansko – hrvatski rječnik (suautor A. Velzek), Zagreb 1942.
- Turcizmi, Rječnik turskih, arapskih i perzijskih riječi u hrvatskom književnom jeziku i pučkom govoru, s pregledom nove turske abecede i slovnice, Zagreb 1942.
- Polarni junaci, Hrvati na sjevernom polu, Eskimi i njihove priče, Zagreb 1944.

## Vanjske poveznice
- Hrvatski leksikon, Zagreb 1996.
- Enciklopedija.hr
- Ljubušaci: Ivan Esih